# Седьмое небо (фильм, 1927)
«Седьмое небо» (англ. 7th Heaven или Seventh Heaven) — американский немой художественный фильм 1927 года режиссёра Фрэнка Борзейги. Первый фильм, удостоенный «Оскара» за лучшую режиссуру, и один из первых номинированных на «Оскар» за лучший фильм. В 1995 году фильм был отобран для американского Национального реестра фильмов.

## Предыстория
Фильм основан на одном из самых популярных бродвейских спектаклей двадцатых годов, впервые поставленном в театре «Booth Theatre» 30 октября 1922 года. Этот спектакль выдержал 704 постановки и был снят со сцены лишь в 1924 году. Чико в нём сыграл Джордж Гаул (англ. George Gaul), а Дайану — Хелен Менкен (англ. Helen Menken). Также одну из ролей в спектакле исполнил Фрэнк Морган.

## Сюжет
«Седьмое небо» — так парижский чистильщик канализации по имени Чико называет свою убогую комнатку в мансарде высокого многоквартирного дома. Днем он чистит канализации и мечтает когда-нибудь «подняться к людям» — стать уборщиком улиц, а по вечерам поднимается на своё «небо» и общается со звездами. Однажды вечером он спасает молодую девушку Дайану, которую пыталась убить её родная сестра-садистка Нана. Судя по всему, сестры живут в нищете и ведут не слишком праведную жизнь. А тут Дайана лишила обеих сестер фантастического шанса вырваться из их порочного круга. Прожившая всю жизнь под гнетом своей сестры, Дайана очень робкий и запуганный человек. После того, как Чико отбил её у Наны, ей некуда идти, и она пытается лишить себя жизни, но здесь снова вмешивается Чико. Обстоятельства складываются так, что у Дайаны появляется шанс помочь своему спасителю — для этого весь следующий день она должна провести у него дома. Так Дайана оказывается на «небесах».
Хотя Чико постоянно заявляет, что она у него лишь временно — он разрешает ей остаться после того, как она выполняет свою роль (делает вид, что она жена Чико перед полицейским, пришедшим проверить Чико). Сама Дайана слишком робка, чтобы признаться, что ей некуда идти и что сестра действительно убьет её, если увидит вновь. Поэтому разрешение Чико для Дайаны действительно подарок «небес», которые стали для неё настоящим раем.
Благодарность Дайаны достаточно быстро перерастает в любовь к своему спасителю, но тут начинается Первая мировая война. Уход Чико на фронт, работа Дайаны на фабрике патронов, где к ней клеится полковник Бриссак, становится серьёзным испытанием чувств девушки…
Особую роль в развитии сюжета занимает религия. В начале фильма Чико заявляет себя убежденным атеистом, который дважды «давал богу шанс» доказать своё существование. В процессе развития событий взгляды Чико на религию постепенно изменяются, хотя он постоянно старается доказать окружающим, что это не так.

## В ролях
- Джанет Гейнор — Дайана
- Чарльз Фаррелл — Чико
- Джордж Э. Стоун — Рэт, жуликоватый коллега, а затем и однополчанин Чико
- Альберт Грэн (англ. Albert Gran) — дядюшка Боул, таксист
- Дэвид Батлер — Гобин, уборщик улиц
- Мария Москвини — жена Гобина
- Эмиль Чатард (англ. Emile Chautard) — отец Шевиньон, священник
- Бэн Бард (англ. Ben Bard) — полковник Бриссак
- Глэдис Брокуэлл — Нана, сестра Дайаны

## Награды и номинации
- 1929 — три премии «Оскар»: лучшая режиссёрская работа в драматическом кино (Фрэнк Борзейги), лучшая женская роль (Джанет Гейнор, за роли в фильмах «Седьмое небо», «Уличный ангел» и «Восход солнца: песня двух людей»), лучший адаптированный сценарий (Бенджамин Глейзер).
- 1929 — две номинации на премию «Оскар»: лучший фильм, лучшая работа художника (Гарри Оливер).
- 1928 — премия журнала «Кинэма Дзюмпо» за лучший зарубежный фильм.
- 1928 — «Медаль почёта» от журнала Photoplay.

## Интересные факты
В фильме продемонстрирован известный эпизод первой мировой войны, когда генерал Галлиени приказал срочно перекинуть на фронт пехотную бригаду, использовав для этой цели парижские такси.